# XrossMediaBar
XrossMediaBar (произносится CrossMediaBar или в виде официальной аббревиатуры XMB) — это графический пользовательский интерфейс, используемый в игровых консолях Sony PlayStation Portable, PlayStation 3, а также PSX, в телевизорах BRAVIA и ноутбуках VAIO.

## В консоли PSX
PSX — первое устройство, с меню XrossMediaBar. На нём только два фоновых цвета — тёмно-бирюзовый и зелёный.

## В консоли PlayStation Portable
На PlayStation Portable фон ХМВ изменяется в зависимости от месяца (если эта функция включена).
| Месяц | Январь | Февраль | Март | Апрель | Май | Июнь | Июль | Август | Сентябрь | Октябрь | Ноябрь | Декабрь |
| Цвет  |        |         |      |        |     |      |      |        |          |         |        |         |

## В консоли PlayStation 3
ХМВ на PS3 от версии на PSP отличается темой и наличием дополнительных функций PS3.

## В телевизорах Sony Bravia
XMB в телевизорах Sony Bravia — графический интерфейс пользователя (GUI), который позволяет увидеть, какие устройства подсоединены к телевизору, и даёт быстрый доступ к ним. Наряду с опцией настроек, на горизонтальной панели также отображаются соединения пользователя, объединённые в группы, такие, как фотокамеры, цифровое ТВ, аналоговое ТВ, входящие устройства. Оттуда можно одним нажатием выбрать канал или воспроизвести диск.